# Friedhöfe in Zittau
Die Friedhöfe in Zittau befinden sich in verschiedenen Stadtteilen der Großen Kreisstadt Zittau im Landkreis Görlitz in der Oberlausitz.

## Entwicklung
Der vermutlich älteste Friedhof in Zittau ist der noch heute genutzte historische Frauenfriedhof. Ursprünglich hatten die evangelisch-lutherischen und römisch-katholischen Pfarrkirchen der Stadt jeweils eigene Friedhöfe in deren unmittelbarer Umgebung. In der Tradition der konfessionellen Friedhöfe stand auch der 1887 angelegte jüdische Friedhof.

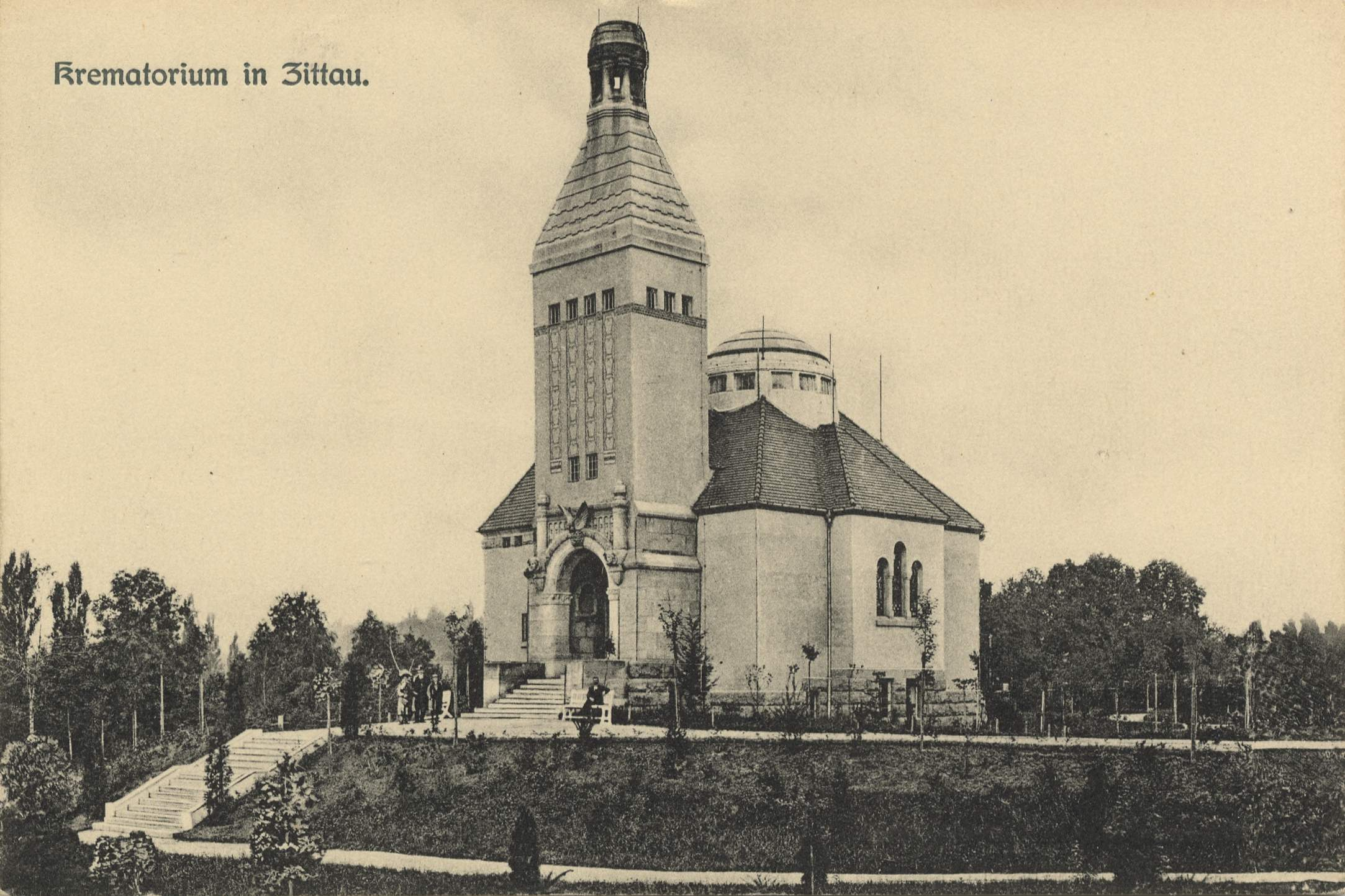
Krematorium Zittau kurz nach Fertigstellung (Ansichtskarte)

Anfang des 20. Jahrhunderts gehörte Zittau zu den ersten Kommunen in Deutschland, in denen die Feuerbestattung populär wurde. Einflussreiche Bürger gründeten einen Feuerbestattungsverein, der auch von der Stadtverwaltung unterstützt wurde, indem sie Bauland und einen zinslosen Kredit für ein Krematorium zur Verfügung stellte. 1908 konnte der Verein mit dem Bau des Krematoriums beginnen, zugleich wurde ein Urnenhain angelegt, der seither mehrfache Erweiterungen erfuhr. Der Urnenhain des städtischen Krematoriums stellt bis in die Gegenwart die mit Abstand größte und wichtigste Begräbnisstätte der Stadt dar, während Erdbestattungen in Zittau nur von untergeordneter Bedeutung sind.

## Friedhöfe innerhalb der Kernstadt

### Frauenfriedhof

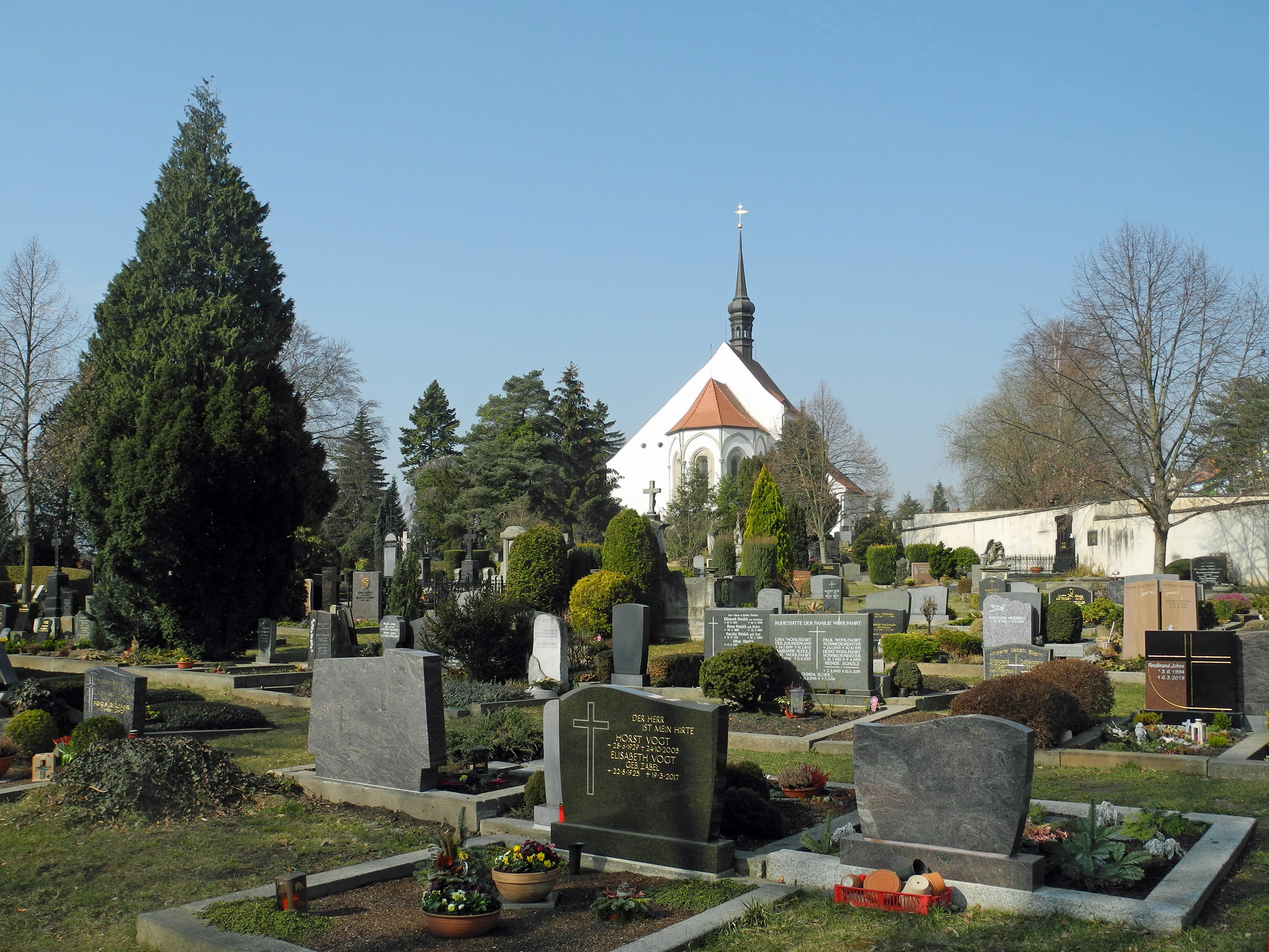
Frauenfriedhof und Frauenkirche

Der weitläufige Friedhof der Frauenkirche liegt an der Hammerschmiedtstraße 6. Er wurde im Laufe der Zeit immer wieder erweitert und ist heute die wichtigste konfessionelle Begräbnisstätte der Stadt. Die Verwaltung des Frauenfriedhofs liegt bei der Evangelisch-Lutherischen Kirchengemeinde Zittau.
Auf diesem vermutlich ältesten Friedhof in Zittau hat sich das Epitaph des Glasermeisters Franz Heintze aus dem Jahr 1627 erhalten, auch einige Torbauten der Umfassungsmauer stammen noch aus dem 17. Jahrhundert. An den Deutsch-Französischen Krieg 1870/71 erinnert ein Ehrenmal, aus dem Ersten und Zweiten Weltkrieg stammen zahlreiche Kriegsgräber. Berühmteste Grabstätte auf dem Frauenfriedhof ist diejenige des Architekten und Baumeisters Carl August Schramm (1807–1869).
Frauenkirche, Frauenfriedhof und das Gebäude der Friedhofsverwaltung werden vom Landesamt für Denkmalpflege Sachsen zur Liste der Kulturdenkmale in Zittau Ost gezählt (Nrn. 09301920, 09271788 und 09271789).

### Urnenhain der Stadt Zittau

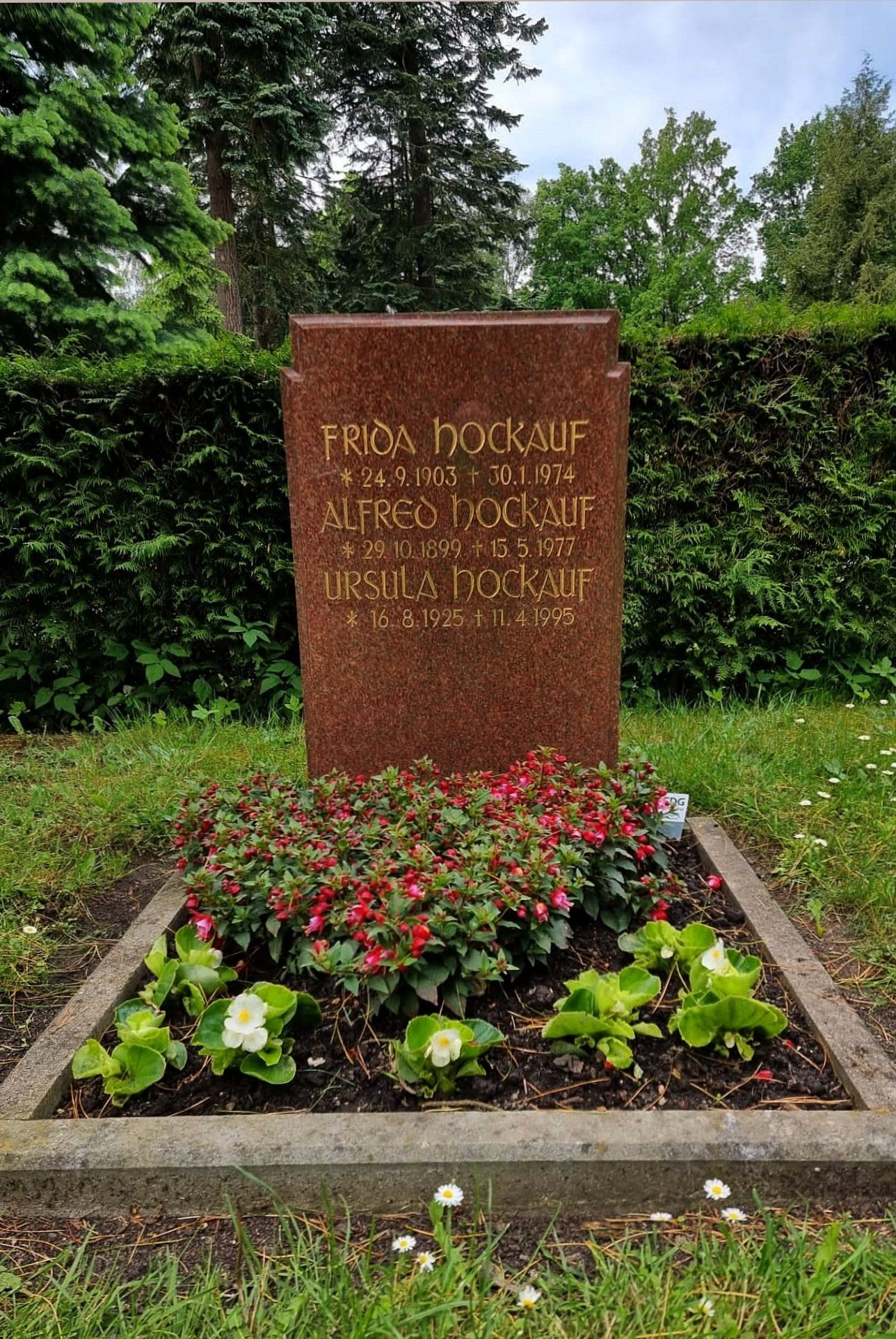
Grabstätte von Frida Hockauf

Der Urnenhain (auch als Städtischer Friedhof Zittau bezeichnet) entstand ab 1908 zeitgleich mit dem Krematorium und wurde seither mehrfach erweitert. Heute besteht er aus vier Teilen, erstreckt sich über eine Fläche von rund 4,5 Hektar und verfügt über einen wertvollen alten Baumbestand.
Die Pläne für die Errichtung des Zittauer Krematoriums stammten vom Baumeister Johannes Willy Roth, diejenigen für die ursprüngliche Anlage des Urnenhains vom damaligen Parkinspektor Johannes Grabowski, der auch an der Schaffung der Blumenuhr beteiligt war. Die ersten Einäscherungen fanden 1909 statt, am 1. April 1920 wurde der Betrieb des Krematoriums von der Stadt übernommen.
In den Jahren 1960 und 1978 wurde das Krematorium jeweils modernisiert. Der Urnenhain bietet neben Reihen- und Wahlgrabstellen inzwischen auch anonyme Gemeinschaftsanlagen. Berühmteste Grabstätte ist die von Frida Hockauf (1903–1974), die in der DDR aufgrund von Planübererfüllung medienwirksam zum Symbol eines erfolgreichen Arbeiter-und-Bauern-Staats stilisiert wurde. Alfred Steinert (1879–1963), der sich besonders der Geschichte seiner Heimatstadt Oppeln widmete, ist in einer anonymen Gemeinschaftsanlage beigesetzt, der Maler Willy Müller-Lückendorf (1905–1969) im elterlichen Grab. Im Urnenhain befindet sich auch eine Gedenkstätte zur Erinnerung an KZ-Häftlinge und Zwangsarbeiter, die während des Zweiten Weltkriegs in den Zittwerken Zwangsarbeit verrichten mussten.
Urnenhain und Krematorium, die an der Görlitzer Straße 55b gegenüber dem Tierpark Zittau liegen, werden vom Landesamt für Denkmalpflege Sachsen zur Liste der Kulturdenkmale in Zittau Ost gezählt (Nrn. 09301919 und 09271744).

### Jüdischer Friedhof
Der 1020 m² große jüdische Friedhof liegt in der Görlitzer Straße 67. Es sind über 60 Grabsteine vorhanden. 1948 wurde hier ein Gedenkstein zur Erinnerung an die 40 ermordeten jüdischen Bürger der Städte Zittau und Löbau errichtet. Der jüdische Friedhof wird vom Landesamt für Denkmalpflege Sachsen zur Liste der Kulturdenkmale in Zittau Ost gezählt (Nrn.09307090 und 09299660).

### Klosterhof
Die im Stadtzentrum gelegene ehemalige Klosterkirche des bis 1543 bestehenden Franziskanerklosters Zittau ist heute eine Pfarrkirche der Evangelisch-Lutherischen Kirchengemeinde Zittau. Im Hof der ehemaligen Klosteranlage befindet sich ein stillgelegter Friedhof mit zahlreichen prächtigen Gruftbauten aus der Zeit zwischen 1675 und 1725.
Der alte Friedhof im Klosterhof wird vom Landesamt für Denkmalpflege Sachsen zur Liste der Kulturdenkmale in Zittau Zentrum gezählt (Nr. 09270345).

### Kreuzfriedhof
Die 1972 entwidmete ehemalige Kreuzkirche im Stadtzentrum ist von einem stillgelegten Friedhof umgeben, auf dem sich zahlreiche künstlerisch wertvolle Gruftbauten und Grabdenkmäler erhalten haben. Die ehemalige Kirche und ihr Friedhof werden vom Landesamt für Denkmalpflege Sachsen zur Liste der Kulturdenkmale in Zittau Zentrum gezählt (Nr. 09270370).

### Weberfriedhof
Die zur Evangelisch-Lutherischen Kirchengemeinde Zittau gehörende Weberkirche im Stadtzentrum ist ebenfalls von einem stillgelegten Friedhof umgeben. An der Ost- und Westmauer sind mehrere historisch und künstlerisch bedeutende Grabdenkmäler aus dem 17. bis 19. Jahrhundert erhalten.

## Friedhöfe außerhalb der Kernstadt
Außerhalb der Kernstadt Zittau liegen u. a. die Friedhöfe Dittelsdorf, Hirschfelde, Schlegel und Wittgendorf, welche sämtlich aus historischen Kirchhöfen hervorgegangen sind und als konfessionelle Begräbnisstätten von der Kirchgemeinde Siebenkirchen Dittelsdorf im Kirchenbezirk Löbau-Zittau der Evangelisch-Lutherischen Landeskirche Sachsens verwaltet werden. Auf dem Friedhof Dittelsdorf existieren eine Grabstätte und ein Gedenkstein von 1945 für die Verfolgten des Naziregimes, auf dem Friedhof Hirschfelde steht ein Ehrenmal zur Erinnerung an 21 Kriegsgefangene sowie Frauen und Männer aus mehreren Ländern, die während des Zweiten Weltkrieges nach Deutschland verschleppt und Opfer von Zwangsarbeit wurden.